# Лобковиц, Георг Христиан
Князь Георг-Христиан фон Лобковиц (нем. Georg Christian, Fürst von Lobkowitz; 10 августа 1686 — 4 октября 1755, Вена) — австрийский генерал-фельдмаршал из богемского княжеского рода Лобковицев.

## Биография
Был четвёртым сыном Филиппа Иосифа Лобковица (носившего также титул князя Саганского) и Элеоноры Катарины Шарлотты Попель фон Лобковиц.
Сражался под знамёнами Евгения Савойского против турок.
В 1732 году он стал губернатором Сицилии, в 1739 году был награжден орденом Золотого руна, а в 1741 году получил звание генерал-фельдмаршала.
Во время Войны за австрийское наследство Лобковиц сначала сражался против французских и баварских войск в районе между Прагой и Мюнхеном, а затем (в 1743—1745 годах) был губернатором Герцогства Миланского и командовал имперской армией в Италии. Он изгнал испанцев из Римини и вернулся в Богемию во время Второй Силезской войны. Затем служил командующим в Венгрии.
Скончался в 1755 году в Вене.

## Семья
Георг-Христиан Лобковиц женился 11 ноября 1718 года в Праге на Каролине фон Вальдштейн. От этого брака у Георга было десять детей. Двое из их сыновей погибли в боях, а двое других стали кавалерами ордена Золотого руна.